# شاخ‌درازیان
شاخ‌درازیان (نام علمی: Antilopinae) نام یک زیرخانواده از تیره گاوان است.

## طبقه‌بندی
خانواده گاوان
- زیرخانواده شاخ‌درازیان
  - تبار Antilopini
    - سردهٔ آهوی دیبا
      - آهوی دیبا Ammodorcas clarkei

    - سردهٔ غزال جهنده
      - غزال جهنده Antidorcas marsupialis

    - سردهٔ سیاه‌کل (جانور)
      - سیاه‌کل (جانور) Antilope cervicapra

    - سردهٔ خوش‌شاخ‌ها آهوی تامسون (Eudorcas thomsoni)

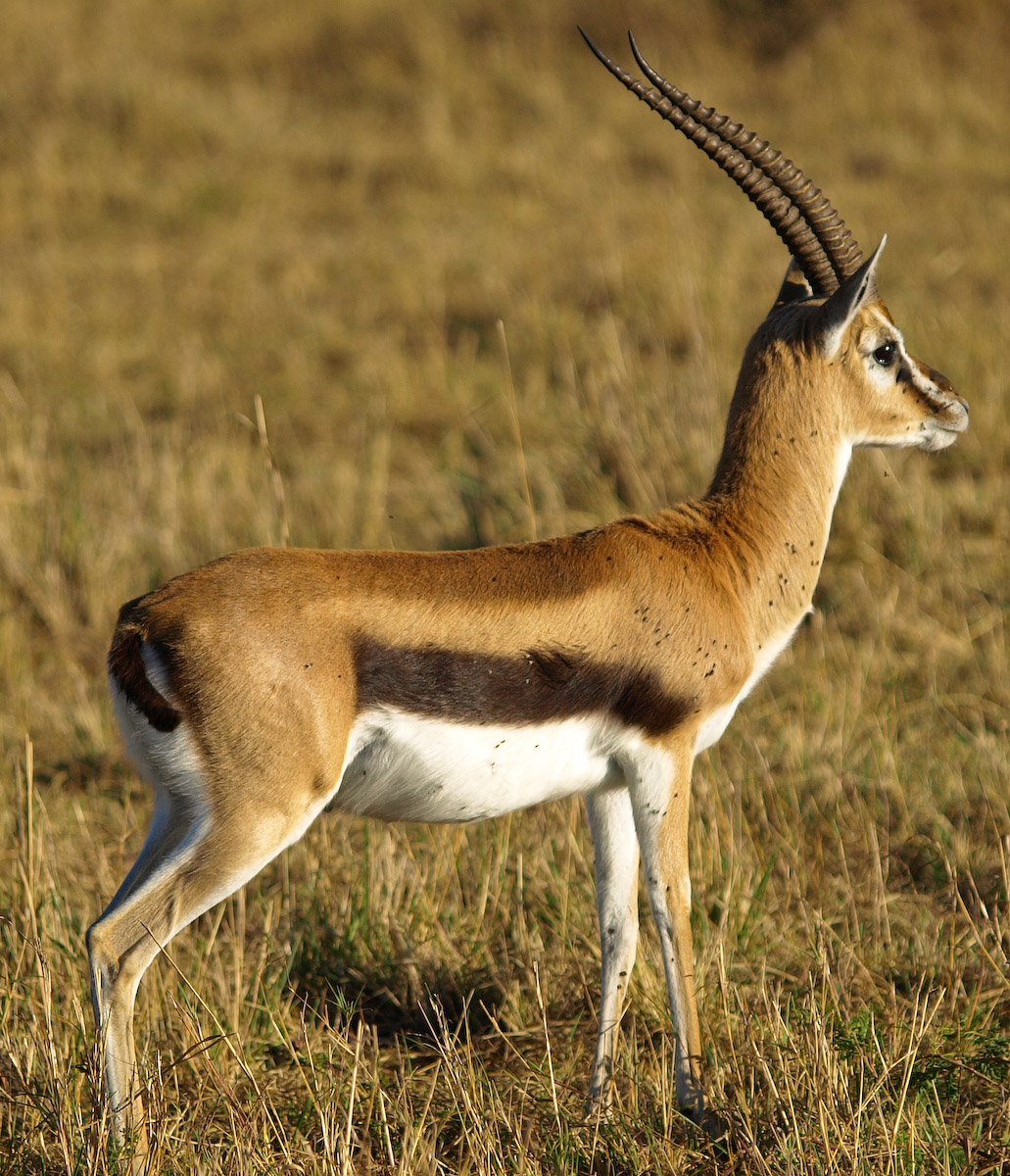
آهوی تامسون (Eudorcas thomsoni)

      - آهوی مونگالا Eudorcas albonotata
      - آهوی سرخ Eudorcas rufina †
      - آهوی پیشانی‌سرخ Eudorcas rufrifrons
      - آهوی تامسون Eudorcas thomsoni
      - Heuglin's gazelle Eudorcas tilonura

    - سرده آهو
      - زیرسردهٔ Deprezia
        - آهوی باستانی †

      - زیرسردهٔ Gazella آهوی کوهی (Gazella gazella)
        - جبیر Gazella benettii
        - آهوی گرمسیری Gazella dorcas
        - آهوی کوهی Gazella gazella
        - غزال عربی Gazella arabica †

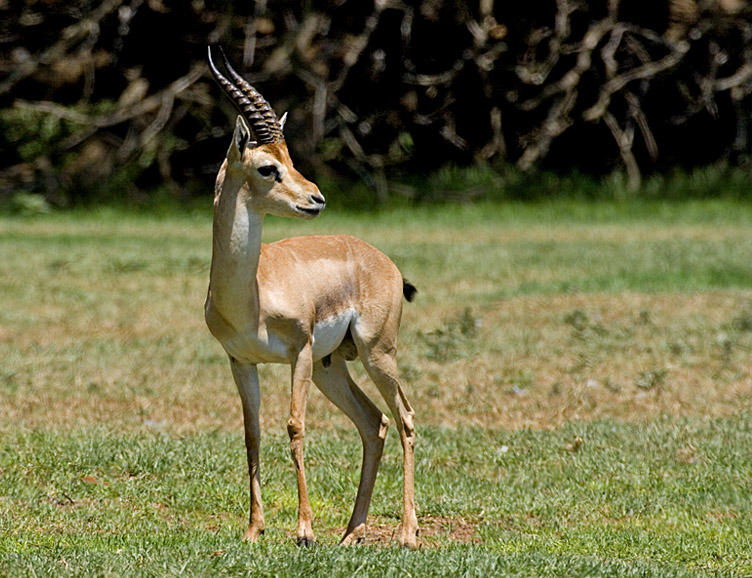
آهوی کوهی (Gazella gazella)

        - غزال عربستانی Gazella saudiya †
        - غزال ملکه سبا Gazella bilkis †
        - Speke's gazelle Gazella spekei

      - زیرسردهٔ Trachelocele
        - آهوی کوویه Gazella cuvieri
        - آهوی شاخ‌باریک Gazella leptoceros
        - آهوی ایرانی Gazella subgutturosa

    - سردهٔ زرافه‌گردن زرافه‌گردن (Litocranius walleri)
      - زرافه‌گردن Litocranius walleri

    - سردهٔ Nanger
      - آهوی داما Nanger dama
      - آهوی گرانت Nanger granti

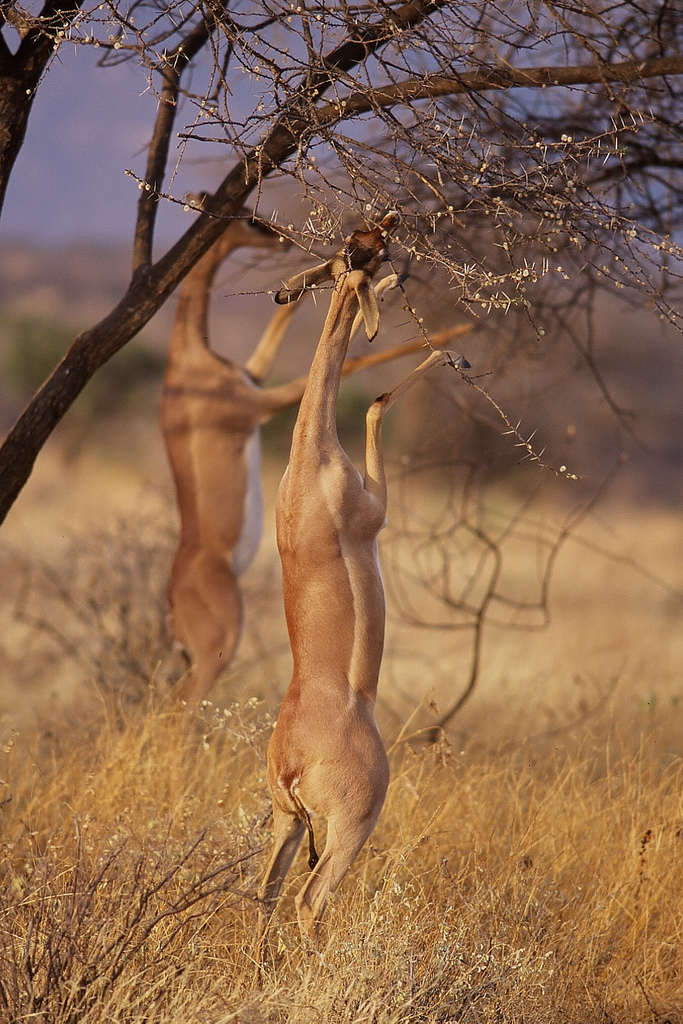
زرافه‌گردن (Litocranius walleri)

      - Soemmerring's gazelle Nanger soemmerringii

    - سردهٔ پیش‌بزها
      - آهوی مغولی Procapra gutturosa
      - آهوی تبتی Procapra picticaudata
      - آهوی پرژوالسکی Procapra przewalskii

  - تبار کل‌سکایی‌تباران کل سکایی (Saiga tatarica)

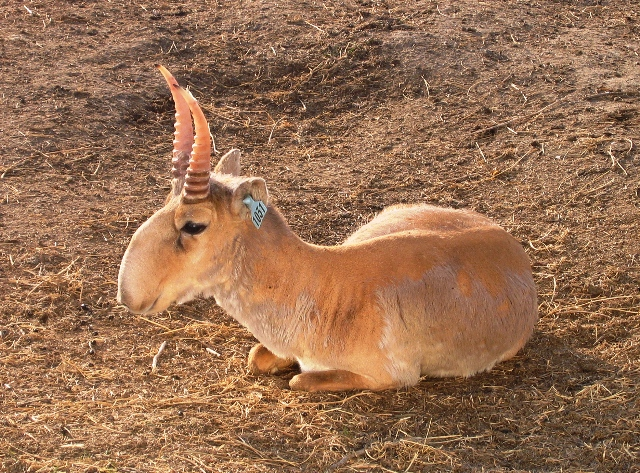
کل سکایی (Saiga tatarica)

    - سردهٔ کل تبتی (گاهی در بزیان طبقه‌بندی می‌شود)
      - کل تبتی Pantholops hodgsonii

    - سرده کل سکایی
      - کل سکایی Saiga tatarica

  - تبار Neotragini
    - سردهٔ گوش‌آهو دیک‌دیک کرک (Madoqua kirkii)
      - گوش‌آهو Dorcatragus megalotis

    - سردهٔ دیک‌دیک

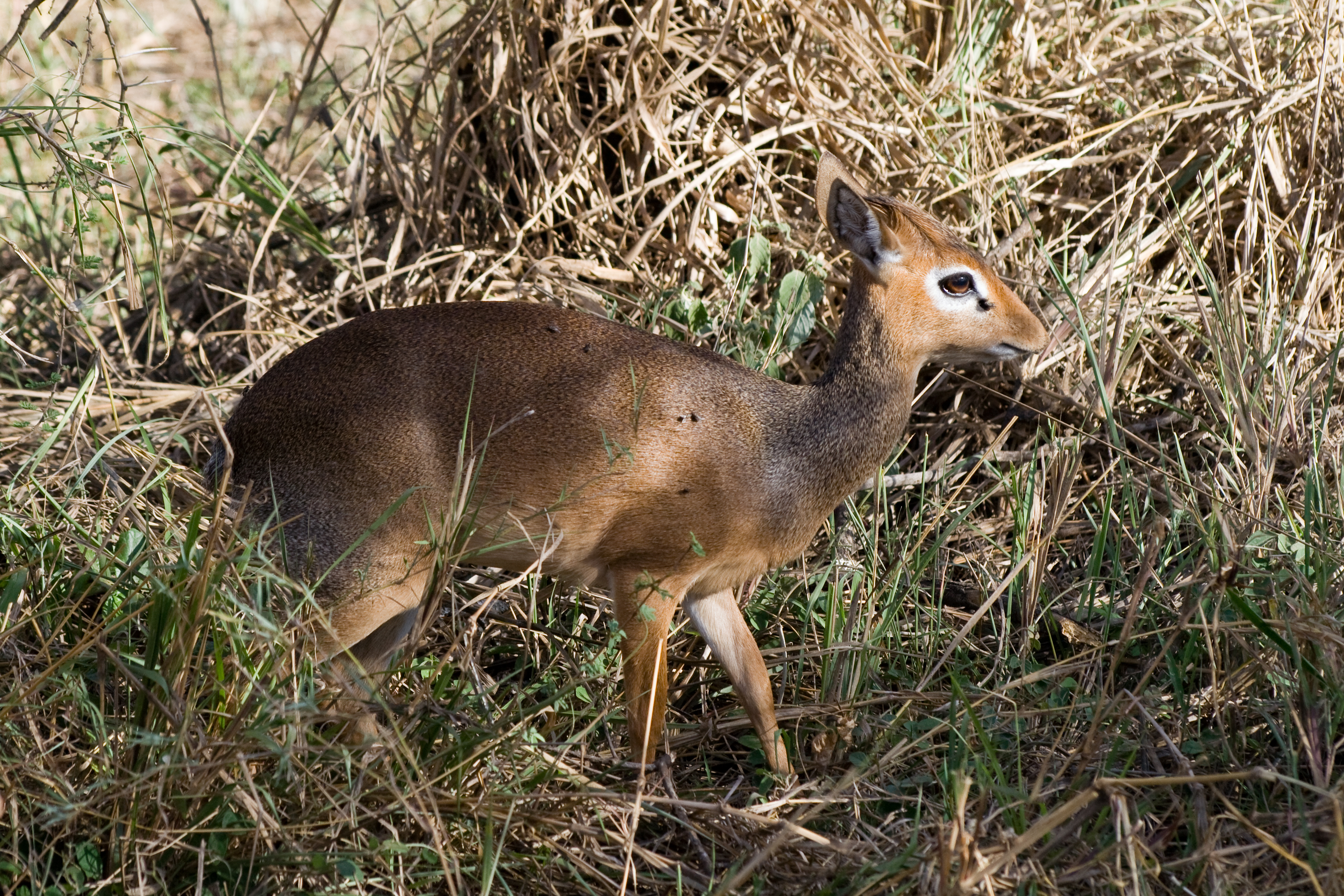
دیک‌دیک کرک (Madoqua kirkii)

      - Günther's dik-dik Madoqua guntheri
      - دیک‌دیک کرک Madoqua kirkii
      - دیک‌دیک نقره‌ای Madoqua piacentinii
      - دیک‌دیک نمکی Madoqua saltiana

    - سردهٔ کلچه‌ها صخره‌پر (Oreotragus oreotragus)

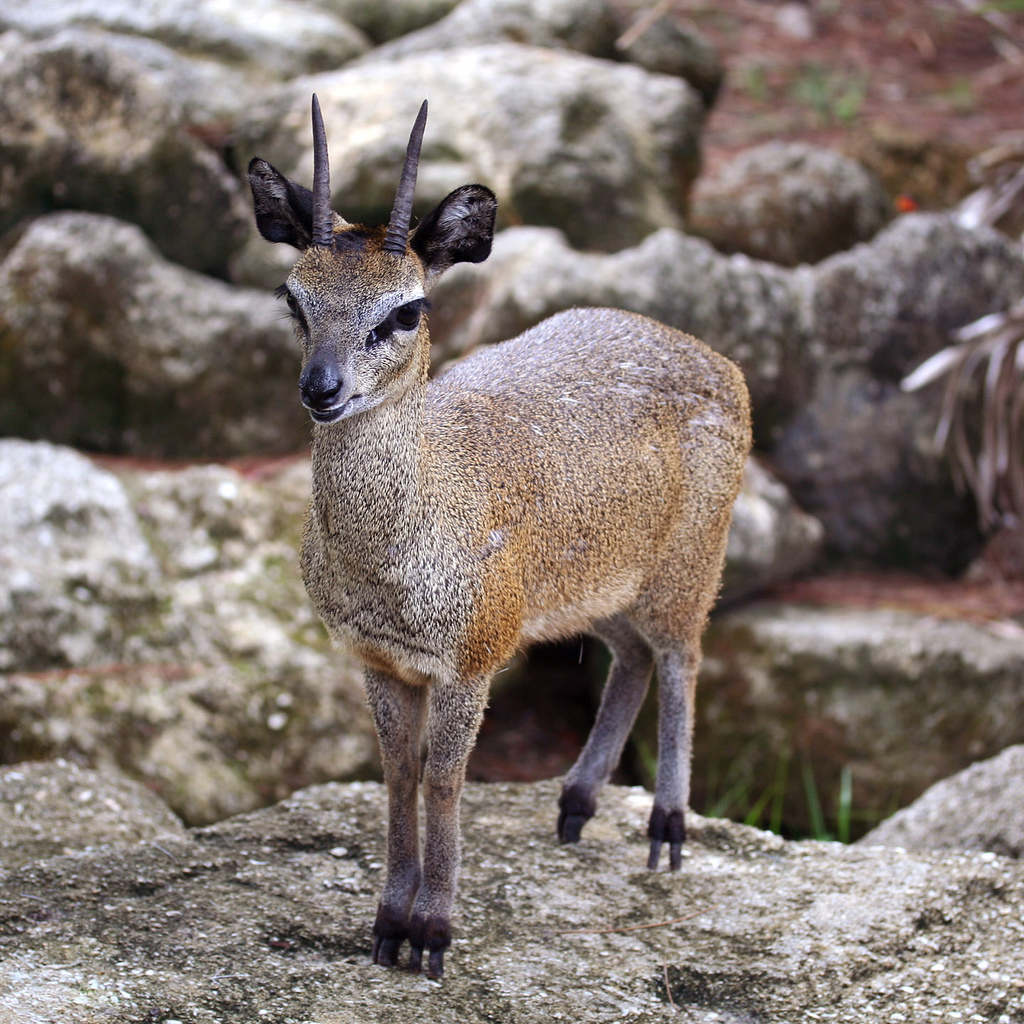
صخره‌پر (Oreotragus oreotragus)

      - Bates's pygmy antelope Neotragus batesi
      - کل‌ریزه Neotragus moschatus
      - کل شاهی Neotragus pygmaeus

    - سردهٔ صخره‌پر
      - صخره‌پر Oreotragus oreotragus

    - سردهٔ آهوی رنگ‌پریده
      - آهوی رنگ‌پریده Ourebia ourebi

    - سردهٔ سوزنی‌شاخ‌ها
      - آهوسنگی Raphicerus campestris
      - کل خاکستری دماغه Raphicerus melanotis
      - کل خاکستری شمالی Raphicerus sharpei